# Czmoń
Czmoń (prononciation : [t͡ʂmɔɲ], en allemand : Schmentau) est un village polonais de la gmina de Kórnik dans le powiat de Poznań de la voïvodie de Grande-Pologne dans le centre-ouest de la Pologne.
Il se situe à environ 7 kilomètres au sud-ouest de Kórnik (siège de la gmina) et à 26 kilomètres au sud de Poznań (siège du powiat et capitale régionale).

## Histoire
De 1815 à 1919, Czmon fait partie de l'arrondissement de Schrimm dans le district de Posen au sein de la province de Posnanie.
De 1975 à 1998, le village faisait partie du territoire de la voïvodie de Poznań.

Depuis 1999, Czmoń est situé dans la voïvodie de Grande-Pologne.
Le village possède une population de 643 habitants en 2014.